# Hypodactylus nigrovittatus
Espèce
Synonymes
- Eleutherodactylus nigrovittatus Andersson, 1945

Statut de conservation UICN

 LC  : Préoccupation mineure
Hypodactylus nigrovittatus est une espèce d'amphibiens de la famille des Craugastoridae.

## Répartition
Cette espèce se rencontre jusqu'à 1 935 m d'altitude dans le haut bassin amazonien :
- dans le sud de la Colombie dans le département d'Amazonas ;
- dans l'est de l'Équateur ;
- dans le nord-est du Pérou.

## Publication originale
- Andersson, 1945 : Batrachians from East Ecuador collected 1937, 1938 by Wm. Clarke-Macintyre and Rolf Blobmberg. Arkiv för Zoologi, Stockholm, vol. 37A, no 2, p. 1-88.